# Красносільський (район Москви)
Красносільський район — район міста Москви з Центральний адміністративний округ. Району відповідає внутрішньоміське муніципальне утворення «Красносільське».
Територія району — 429,6 га. Територією району пройшла перша в Росії лінія  метрополітену.
Православні храми району входять до складу Богоявленського благочиння Московської міської єпархії Російської православної церкви.

## Історія
Красносільський район отримав свою назву від села Красне, яке вперше згадується в 1423 році, в заповіті великого князя Василя I, який віддав у володіння синові Василю «Сільце від міста Москви над великим ставом». Село розташовувалося в мальовничій місцевості під Москвою з дивовижними заливними лугами, на початку дороги, що веде на Ярославль. На південь від села, цей шлях зливався з Строминською дорогою і далі вів до Кремля. При Василі Темному село було облаштовано і по мальовничості місця отримало назву Красне, що означало «красиве». В XVIII столітті на його місці вже були Красносільські вулиці, які нині відносяться до Центрального округу столиці.